# Coryphaenoides anguliceps
Coryphaenoides anguliceps es una especie de pez de la familia Macrouridae en el orden de los Gadiformes.

## Morfología
• Los machos pueden llegar alcanzar los 50 cm de longitud total.

## Alimentación
Come crustáceos  bentónicos y poliquetos.

## Hábitat
Es un pez de aguas profundas que vive entre 720-2.400 m de profundidad.

## Distribución geográfica
Se encuentra desde la costa  pacífica de México hasta el Perú, incluyendo las Islas Galápagos.